# Scrambled
Scrambled är en amerikansk komedifilm från 2023. Filmen är regisserad av Leah McKendrick, som även svarat för filmens manus. I en huvudrollerna ses Clancy Brown.
Filmen premiärvisades på South by Southwest den 11 mars 2023 och hade biopremiär i USA den 2 februari 2024.

## Handling
Filmen kretsar kring den panka 34-åriga singelkvinnan Nellie Robinson som bestämmer för att frysa ner sina ägg.

## Rollista (i urval)
- Leah McKendrick – Nellie Robinson
- Clancy Brown – Richard, Nellies far
- Ego Nwodim – Sheila
- Andrew Santino
- Adam Rodriguez
- Laura Cerón – Nellies mor
- Yvonne Strahovski
- June Diane Raphael – Monroe
- Max Adler
- Mimi Kennedy
- Camille Mana